# Die Lausebären
Die Lausebären (englischer Originaltitel The Berenstain Bears) ist eine Kinderbuch-Reihe des US-amerikanischen Ehepaars Stanley und Janice Berenstain, die ab dem Jahr 1962 beim Verlag Random House veröffentlicht wurden. Mehrere deutsche Ausgaben erschienen im Jahr 1991 beim Verlag Pestalozzi. Ihr Sohn Mike Berenstain, selbst Autor und Illustrator, arbeitete ab 1992 gemeinsam mit seinen Eltern an späteren Lausebären-Büchern, setzte die Reihe nach dem Tod von Stan Berenstain 2005 zusammen mit seiner Mutter und nach deren Tod 2012 alleine fort.

## Entstehungsgeschichte
Stan und Jan Berenstain lernten sich 1941 auf der Kunstakademie Philadelphia Museum School of Industrial Arts kennen, heirateten nach dem Zweiten Weltkrieg und begannen, Cartoons für diverse Magazine zu zeichnen. Ihre beiden Söhne Leo und Mike waren große Fans von Dr. Seuss. Die Eltern entschieden daraufhin, selbst Kinderbücher zu schreiben und zu illustrieren. The Big Honey Hunt war das erste Lausebären-Abenteuer und wurde auf Anhieb ein großer Erfolg. Mehr als 200 weitere Bücher sollten folgen.

## Inhalt
Die Geschichten handeln von Papa Bär, Mama Bär und dem Kleinen Bären. Nach der Geburt von Schwesterchen Bär im Jahr 1974 in dem Buch The Berenstain Bears’ New Baby heißt der Kleine Bär dann Bruder Bär. 2000 wird die Bärenfamilie in dem Buch The Berenstain Bears and Baby Makes Five noch mit einem weiteren Schwesterchen namens Honey Bear ergänzt. Sie leben auf einem Baumhaus im Bärenland.
Im allerersten Lausebären-Abenteuer The Big Honey Hunt wird die ursprünglich dreiköpfige Bärenfamilie eingeführt: Als der Honigtopf leer ist, bittet Mama Bär den Kleinen Bären und Papa Bär, beim benachbarten Laden Honig zu kaufen. Doch Papa Bär macht auf Do-it-yourself und möchte seinem Sohn zeigen, wie man selbst zu Honig kommt. Gemeinsam verfolgen sie den Flug einer Biene, um zu deren Nest zu gelangen und sich dort den Honig zu holen. Statt der erhofften Waben greift Papa Bär zuerst in ein Vogelnest, dann in das Nest eines Stachelschweins und tappt schließlich in das Nest einer Stinktierfamilie. Erst dann gelangen die beiden endlich tatsächlich zum Bienennest. Doch dessen Bewohner sind gar nicht angetan von Papa Bärs Versuch, ihren Honig zu stehlen. Ein Schwarm zorniger Bienen fliegt daraufhin hinter den beiden flüchtenden Bären her, die sich in letzter Sekunde in einen Bach retten können. Als die Luft wieder rein ist, gehen Papa Bär und der Kleine Bär nach Hause und kaufen – beobachtet von einer schmunzelnden Mama Bär – einen Honigtopf beim Laden um die Ecke.
Viele der Geschichten sind ähnlich aufgebaut: Papa Bär versucht dem Sohn etwas beizubringen und bietet eine „Lösung“ für ein Problem, welches durch Papa Bärs Handeln jedoch in aller Regel verschlimmert wird. Kleiner Bär ist meist wenig begeistert von den Lektionen, die ihm sein Vater erteilt.

## Rezeption
Lucinda Hawksley schreibt in ihrer Rezension: „Eltern schätzen die Lausebären vor allem wegen ihrer praktischen Problemlösungsansätze, zum Beispiel, wenn es um die Angst vor einem Arztbesuch geht. Die große Honigjagd ist eine Art Spaßgedicht mit Moral.“ Das Ehepaar Berenstain gehört zu den kommerziell erfolgreichsten Autoren ihrer Zeit: Ihre Bücher wurden mehr als 260 Millionen Mal verkauft, wobei The  Berenstain Bears’ New Baby das Buch mit den meist verkauften Exemplaren ist.

## Ausgewählte Werke
- The Big Honey Hunt. Random House, USA (englisch).
- The Berenstain Bears’ New Baby. Random House, USA 1974 (englisch).
- Die große Honigjagd. Pestalozzi, 1991.
- Die Lausebären und der Streit. Pestalozzi, 1991.
- Die Lausebären und die Angst im Dunkeln. Pestalozzi, 1991.
- Die Lausebären und die Ordnung. Pestalozzi, 1991.
- Die Lausebären und die Wahrheit. Pestalozzi, 1991.
- The Berenstain Bears: Baby Makes Five. Random House, USA 2000 (englisch).

## Referenzen
Die Lausebären sind in dem literarischen Nachschlagewerk 1001 Kinder- und Jugendbücher – Lies uns, bevor Du erwachsen bist! für die Altersstufe 3+ Jahre enthalten.

## Adaptionen
Von 1979 bis 1983 erschienen die Lausebären erstmals in animierter Form auf NBC mit saisonalen Spezialthemen wie Weihnachten, Ostern oder Valentinstag. Von 1985 bis 1987 wurden die Geschichten unter dem Titel The Berenstain Bears (deutsch Geschichten aus dem Bärenland) als Zeichentrickserie mit 52 Folgen in zwei Staffeln verfilmt. 2002 erfolgte eine Neuauflage unter demselben Titel mit 40 neuen Folgen. Auch zahlreiche Computer- und Videospiele mit den Lausebären wurden ab den frühen 1980ern produziert.